# Notes inégales
 (août 2024).
Si vous disposez d'ouvrages ou d'articles de référence ou si vous connaissez des sites web de qualité traitant du thème abordé ici, merci de compléter l'article en donnant les références utiles à sa vérifiabilité et en les liant à la section « Notes et références ».
En musique baroque, les notes inégales est une expression qui se rapporte à l'interprétation qui consiste par convention à exécuter les notes avec des valeurs différentes des rythmes écrits sur la partition uniformément en valeurs égales. Ces notes inégales sont généralement conjointes et jouées en alternance de notes plus longues (on les « pointe » : un point figurait sur les notes et indique une plus grande prolongation), celles qui portent l'accent, et sur les temps faibles, jouées plus courtes. Ces passages sont surtout dans les mouvements au tempo lent ou modéré, les arias et les récitatifs. C'est un artifice visant à « conférer plus de grâce » à l'exécution, à rendre le chant « plus coulant » (Loys Bourgeois), plus lié et plus animé.
La manière de cette inégalité, échappant aux règles du solfège, dépend du « goût » des interprètes et ne doit jamais être mécanique. Dans les faits, elle doit être subtile comme un élégant rubato, plutôt que simple variété rythmique. Elle peut être très accusée (l'équivalent du double pointée) ou à peine marquée (Louré, correspond à cet inégal léger). La durée de la note brève variant du quart au tiers de la note longue. Dans la première partie de l'ouverture à la française, le compositeur ajoute parfois l'indication « piqué » qui implique qu'il faut jouer très inégal. Il peut a contrario, indiquer « égal ». De même lorsque les notes sont disjointes, syncopées ou répétées, le jeu, sauf exception, est égal.
La première mention des notes inégales se trouve dans le « Droict chemin de musique » (Genève 1550) de Loys Bourgeois. La mention française suivante est donnée par Nivers un siècle plus tard seulement (premier Livre d'orgue, 1665) et il faut attendre le XVIIIe siècle pour que la technique soit précisée, puisque à cette époque « l'inégalité était une composante normale de l’enseignement musical en France ».
Cette règle d'esthétique d’interprétation, pratiquée principalement au cours de la période baroque, voire classique, a prévalu tout spécialement en France pendant les XVIIe et XVIIIe siècles, mais aussi, de façon moins systématique, aux mêmes époques dans toute l'Europe. Elle est en usage jusque 1770 environ.
Selon Jacques Chailley (1960), elle est possiblement issue de la déclamation du Français, qui a contaminé par son rythme naturel prosodique, d'abord la musique vocale, puis le répertoire instrumental. Mais cette thèse n'est plus retenue de nos jours, comme le précise David Fuller dans l'article du Grove : « les Espagnols, dont la langue était parlée très différemment du français, en parlaient dans les mêmes termes. » La pratique habituelle de la diminution se retrouve chez Ganassi dal Fontego (1535), Ortiz (1553), Conforti (c.1593) et fait usage du point comme invention mélodique.
On peut trouver des similitudes dans l'interprétation du jazz au XXe siècle, ainsi que des traces semblables dans la musique traditionnelle et sur les documents mécaniques : boites à musiques, piano mécanique à rouleaux perforés.

## Présentation
En 1752, Quantz écrit :

« … Il faut que dans les pièces d'un mouvement lent ou modéré les notes les plus brèves soient jouées avec quelque inégalité, bien qu'à la vue elle paraissent être de même valeur et l'on doit appuyer sur les notes fortes, c'est-à-dire les premières, troisième, cinquième, septième, plus que sur celles qui passent, c'est-à-dire les deuxième, quatrième, sixième, huitième, quoiqu'il ne faille pourtant les tenir aussi longtemps que si elles étaient pointées… »

— Johann Joachim Quantz, Essai d’une méthode pour apprendre à jouer de la flute traversière avec plusieurs remarques pour servir au bon goût dans la musique (1752) chapitre XI, §12.
La chaîne de croches  , se rapproche d'avantage à un triolet de   que de . .

## Histoire

### Ère pré-moderne
La pratique consistant à noter des paires de notes de longueurs inégales comme des paires de notes de valeur égale remonte peut-être aux premières musiques du Moyen Âge (tempus perfectum, très prisé) ; certains plain-chants de l'Église catholique romaine, y compris les hymnes ambrosiens, ont pu être interprétés en alternant des notes longues et courtes. Cette interprétation se fonde sur un passage de Saint Augustin où il fait référence aux hymnes ambrosiens comme étant en tria temporum (à trois temps) ; par exemple, un passage rendu sur la page (par un transcripteur ultérieur) comme une chaîne de notes de valeur égale serait interprété comme une demi note, une noire, une demi note, une noire, et ainsi de suite, par groupes de trois temps. Dès le XVIe siècle, dans différents traités en Italie, Suisse et Espagne on le trouve mentionné, notamment Loys Bourgeois :

« La manière de bien chanter les demi-minimes en ces signes diminués […] est de les chanter comme de deux en deux, demeurant quelque peu de temps d'avantage sur la première, que sur la seconde : comme si la première avait un poinct, et que la seconde fust une fuse. À cause que la première est un accord, et que la seconde est le plus souvent un discord, ou (comme on dit) un faux accord. Car les Musiciens ont telle liberté en leur composition. 
La lecture audio n'est pas prise en charge dans votre navigateur. Vous pouvez télécharger le fichier audio.
Il faudra faire le semblable des fuses en ces signes entiers […], ainsi : 
La lecture audio n'est pas prise en charge dans votre navigateur. Vous pouvez télécharger le fichier audio. »

— Loys Bourgeois, Le droit chemin de musique, ch. X (Genève 1550).
Les modes rythmiques, avec leur application de divers motifs longs-courts à des notes écrites égales, peuvent également avoir été un précurseur des « notes inégales », en particulier telles qu'elles étaient pratiquées en France, notamment par l'École Notre-Dame. Cependant, l'écart entre l'utilisation des modes rythmiques à la fin du XIIIe siècle dans l'ars antiqua et le milieu du XVIe siècle av. J.-C., lorsque Loys Bourgeois mentionne pour la première fois les « notes inégales », est important, et on trouve peu de traces de cette pratique dans la polyphonie fluide de la période intermédiaire.

### Origines françaises
C'est en France, à partir de la fin du XVIe siècle, que les « notes inégales » ont commencé à jouer un rôle critique dans la pratique de l'interprétation. Les premiers traités qui mentionnent l'inégalité des notes dans l'exécution indiquent que la raison de cette pratique est d'ajouter de la beauté ou de l'intérêt à un passage qui autrement serait ordinaire. Rien qu'en France, plus de 85 traités de théorie musicale et d'interprétation mentionnent le sujet entre 1550 et 1810, la grande majorité ayant été rédigée entre 1690 et 1780. Au sein de ce corpus d'écrits, il existe une incohérence considérable, mais à la fin du XVIIe siècle, une pratique consensuelle commence à émerger.

« Il y a encore un autre (mouvement) particulier et fort guay, qui est de faire comme des demipoints après la 1re, 3e, 5e et 7e croche de chaque mesure, (supposé qu’il y en ait huit) c’est à dire d’augmenter tant soit peu les dites croches, et diminuer tant soit peu et à proportion les suivantes : on peut donner ce mouvement à la fugue page 14, et à d'autres pièces semblables : ce qui se pratique à discrétion, et plusieurs autres choses que la prudence et l’oreille doivent gouverner. »

— Nivers, « Observations sur le toucher et jeu d'orgue », Premier livre d'orgue (1665).
La règle typique, de la fin du XVIIe siècle jusqu'à la Révolution française, est que les notes inégales s'appliquent à toutes les notes à mouvement conjoint  qui ont une durée égale au quart du dénominateur de la mesure. Par exemple, dans une mesure à 
, les croches, ou les doubles croches dans une mesure de 
 ; et la moitié du dénominateur de la mesure dans les cas de mesures triples ou composées, par exemple, les croches dans 
, les doubles croches dans 
, 
 et 
. De plus, les inégales ne pouvaient fonctionner que sur un seul niveau métrique ; par exemple, si les doubles croches doivent être jouées long-court, long-court, une pulsation régulière de croches doit être soigneusement maintenue pour que la musique conserve sa forme.
Dans la codification des notes inégales dans la tradition lulliste de Georg Muffat, il dit que c'est le premier niveau de diminution qui est soumis à la procédure d'inégalité.
Parfois, les notes inégales sont notées comme inégales. Par exemple, dans certaines œuvres pour clavier, François Couperin utilise un point pour indiquer la note allongée. Ce passage, ainsi que des passages similaires de Rameau (première Gavotte), montrent clairement que cela signifie appliquer une inégalité encore plus grande aux paires de croches et de seizièmes pointées qu'aux paires de croches, qui sont déjà considérées comme inégales.

« J’ai cru qu’il ne seroit pas inutile de dire un mot sur les mouvemens françois, et la différence qu’ils ont avec ceux des Italiens.Il y a selon moy dans notre façon d’écrire la musique, des déffauts qui se raportent à la manière d’écrire notre langue ! C’est que nous écrivons diffèremment de ce que nous exécutons ; ce qui fait que les étrangers jouent notre musique moins bien que nous ne fesons la leur. Au contraire les Italiens écrivent leur musique dans les vrayes valeurs qu’ils l’ont pensée, par exemple, nous pointons plusieurs croches de suite par degrés-conjoints ; Et cependant nous les marquons égales ; notre usage nous a asservis ; Et nous continüons. »

— François Couperin, L'Art de toucher le clavecin, « Méthode de clavecin » (1716), p. 38-40.
La quantité exacte d'inégalité requise n'est pas non plus précisée, et la plupart des traités laissent ce détail au goût de l'interprète. Selon le contexte, l'inégalité peut aller d'un double point à un point très peu perceptible. Certains articles et livres récents comprennent une analyse complète de ce sujet ainsi que des guides pratiques pour l'interprète. On a également découvert des horloges musicales de l'époque qui montrent très clairement le pointage, car ces dispositifs ont préservé des performances de notes inégales qui sont souvent aussi subtiles qu'un rapport 3:2 (c'est-à-dire trois cinquièmes d'un temps pour la première note, deux cinquièmes pour la deuxième de la paire), ainsi que le rapport plus évident de 2:1 (triolets), et de 3:1 (paires de croches et de sextuplés pointées et leurs multiples),,,.
|  |  |  |  |  |
|  |  |  |  |  |

Certaines situations sont considérées exemptes de l'application des notes inégales. Une figuration arpégée brisée à la main gauche, telle qu'une basse d'Alberti, était toujours comprise comme étant jouée régulièrement. On voit parfois l'indication explicite : « croches égales », c'est-à-dire des croches ou des double-croches égales. Les passages qui mélangent les valeurs des notes peuvent avoir été exemptés de cette pratique. Parfois, un long coulé imprimé sur une série de notes était compris comme impliquant que toutes les notes devaient être jouées de manière égale, sauf que la première note sous le coulé pouvait être accentuée. Les passages très disjoints étaient également moins susceptibles d'être joués de manière inégale que les passages conjoints, bien que les sources ne soient pas unanimes sur ce point.
Si l'effet d'un passage était pointé, le rythme irrésistible des notes pointées, ou notes inégales, passait parfois outre toutes les règles. La Fugue en ré mineur de Haendel, tirée du Premier règlement des Suites de 1709[précision nécessaire], dans ses premières éditions, montre les premières notes du thème avec des rythmes pointés, mais les points s'arrêtent après quatre notes pour les deux premières entrées ; les deux entrées suivantes, Haendel ne se soucie de pointer que les deux premières notes. L'énergie de la pièce semble telle que la texture pointée devrait être conservée tout au long de la pièce, mais les « notes inégales » longues et courtes peuvent parfois être remplacées par des moments « courts et longs », tout en conservant l'effet pointé ou, comme le décrit John O'Donnell, « le style majestueux », mais certaines variations peuvent être très efficaces, tout en respectant un grand nombre de règles.
En particulier, dans une grande partie de la musique française, ainsi que dans celle de Haendel, l'interprète est confronté à certains problèmes, dont le plus courant est le suivant : parfois, à l'approche de cadences dans une texture de « notes inégales », le compositeur écrit soudainement des notes pointées de manière explicite, puis s'arrête parfois ; l'incohérence de l'effet pointé n'a cessé de poser problème à tous les musicologues, théoriciens et interprètes. Anthony Newman a suggéré qu'il existait une convention non documentée selon laquelle la texture pointillée recule généralement à l'approche d'une cadence, tous les autres facteurs et préoccupations musicales étant égaux, et que c'est la raison pour laquelle les points s'arrêtent et reprennent parfois de manière assez étrange à l'approche de la cadence.

### Paires de notes longues et courtes coulées
Souvent, la version longue et courte des notes inégales était indiquée par des paires de notes coulées dans tout le répertoire français de François Couperin, Jacques Duphly, Antoine Forqueray, Pierre Du Mage, Louis-Nicolas Clérambault, Jean-François Dandrieu, et Jean-Philippe Rameau, pour citer les compositeurs à clavier les plus importants de la musique baroque française.

### Paires courtes-longues lullistes
Parfois, la version longue et courte des notes inégales était inversée en une version courte et longue, connue parfois sous le nom de rythme lombard (en) ou de snap écossais.

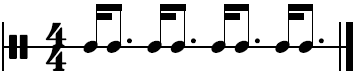
Le snap écossais, ou rythme Lombard.

La pratique des paires de notes coulées, pourrait être une indication de « notes inégales » courtes et longues. Cette pratique s'étendait au-delà de la France aux compositions « de modèle français » (lulliste), dans toute l'Europe, en particulier en Allemagne, en Autriche et en Angleterre et influençait même jusqu'à l'exécution de paires de notes coulées dans les mouvements rapides de Beethoven (et d'autres compositeurs non français et non baroques). Comme par exemple dans la Sonate en fa# majeur, op.78, parmi d'autres sonates, où le tempo et les paires de liaisons ne peuvent aboutir qu'à un rythme lombard ou à une exécution en « notes inégales » courtes et longues.
Dans l'Angleterre de la Restauration, dans les œuvres de Henry Purcell, William Croft, Jeremiah Clarke et leurs contemporains, inspirées par le modèle français et influencées par le lullisme, les paires de « notes inégales » courtes et longues se retrouvent dans toute cette littérature musicale et, souvent, différentes sources manuscrites « écrivent » explicitement les rythmes courts et longs des « notes inégales ».

### Imitation du style français hors de France
L'une des meilleures sources pour comprendre la situation des notes inégales en France est la notation de la musique par des compositeurs d'autres pays européens qui ont écrit des imitations de celle-ci. Les musiques d'Italie, d'Allemagne et d'Angleterre ont toutes emprunté cette caractéristique de la musique française, à la différence que l'inégalité des valeurs des notes était souvent notée, car on ne pouvait pas s'attendre à ce que tous les interprètes ajoutent les notes inégales eux-mêmes (bien que les témoignages de Georg Muffat et Telemann suggèrent fortement que les interprètes allemands les connaissaient certainement).

### Prévalence hors de France
L'application des notes inégales à l'interprétation contemporaine de la musique qui n'a pas été écrite en France, par exemple la musique de J. S. Bach, est extrêmement controversée et a donné lieu à l'un des débats les plus animés de la musicologie du XXe siècle. Une école de pensée[Laquelle ?] a tenté de démontrer que la pratique française était en fait répandue en Europe, et que l'interprétation de la musique de compositeurs aussi divers que Bach et Scarlatti devait être imprégnée de rythmes pointés ; une autre école de pensée[Laquelle ?] a soutenu que le jeu en notes paires était la norme dans leur musique, à moins que les rythmes pointés ne soient explicitement notés dans la partition. Les preuves des deux côtés de l'argument sont convaincantes : par exemple, des écrits anglais du XVIIe siècle recommandent le jeu en notes inégales, comme la note autobiographique Notes of Me de Roger North, écrite vers 1695, qui décrit explicitement cette pratique, en référence à la musique de luth anglais, ou François Couperin, qui écrit dans L'Art de toucher le clavecin (1716), que dans la musique italienne, les Italiens écrivent toujours les notes exactement comme ils veulent qu'elles soient jouées. Il se peut aussi que cette pratique ait été plus répandue dans certaines régions, comme l'Angleterre, que dans d'autres, comme l'Italie et l'Allemagne.

#### Exemples chez Bach
À l'adolescence, vers 1700-1702, boursier de l'école Saint-Michel de Lunebourg, dans le nord de l'Allemagne, Jean-Sébastien Bach voyage et étudie à la cour de Georg Wilhelm à Celle (près de Lunebourg), où l'orchestre est calqué sur le Concert Royal de Lully fils. Pendant cette période, où il écoute l'organiste Reinken, alors très âgé et son élève Georg Böhm, on pense qu'il a écrit des compositions dans le style français, comme plus tardivement lorsqu'il était à Weimar de 1708 à 1717. Il s'agit d'une Fantaisie et fugue incomplète, à cinq voix pour orgue, BWV 562, qui est basée sur l'harmonisation, la texture et la structure du Gloria sur le petit plein-jeu, du Livre d'orgue (1699) compositeur français Nicolas de Grigny (qu'il a recopié intégralement en 1713), ce qui la rendrait éligible aux notes inégales. Son œuvre plus tardive, la Fantaisie et fugue en do mineur, BWV 537, utilise également la même texture de croches, est écrite dans la même signature temporelle. Elle présente une texture similaire et répond bien à l'application de notes inégales longues et courtes, aux croches notées de façon régulière et courtes et longues aux paires de croches floues, également typiques et cohérentes des procédures de notes inégales baroques françaises classiques.
Le Bach de sa maturité a imité ce style français dans le Contrapunctus II de L'Art de la fugue ; cependant, les notes inégales y sont écrites en rythmes pointés. C'est surtout dans le Contrapunctus VI, justement sous-titré « … in stile francese », englobe entièrement les notes inégales. C'est une composition moulée dans la texture complexe de l’Ouverture et Bach utilise le style pointé en augmentation, en écrivant les notes inégales. De nombreux traités décrivent ce cas d'assimilation des notes à contretemps pour que les rythmes plus lents soient « synchronisés » avec les notes plus courtes des groupes de notes à contretemps rapides, ainsi qu'avec les notes « courtes » des paires de notes inégales.
Le Contrapunctus XVI est peut-être le plus significatif. Il présente deux fugues : une normale et sa version en miroir où les tessitures des voix sont inversés, la basse devenant le dessus, le dessus la basse, etc.. Les notes inégales sont écrites dans une texture de triolets courants, montrant la valeur variable du point, ainsi que le « swing » des notes inégales. Il est intéressant de noter que, dans les partitions pour clavier de l'œuvre, les notes inégales ne sont pas écrites, ce qui suggère fortement que la pratique l'altération rythmique des notes inégales, était bien connue de Bach et de son entourage.

#### Haendel
Haendel semblait également utiliser et comprendre les notes inégales dans plusieurs de ses œuvres. Cependant, comme souvent dans la littérature française, il y a aussi des incohérences qui n'ont jamais été complètement expliquées, où des points commencent et s'arrêtent sans raison claire mais, comme l'a observé Anthony Newman, cela se produit surtout à l'approche des cadences.
Cependant, en général, dans beaucoup de ses suites et même dans sa musique orchestrale, l'application des notes inégales trouve un terrain solide chez Haendel. Les Ouvertures sont les plus évidentes. Mais aussi de nombreux mouvements, où une subtile note inégale fonctionne bien, telle la Sarabande de la Suite en mi mineur (tirée des Huit grandes suites HWV 426-432 de 1720) et dans les nombreux Menuets pour clavier ou de certaines de ses œuvres orchestrales. Dans sa musique orchestrale et vocale, Haendel peut avoir des moments très « français » : ces menuets peuvent fonctionner avec une subtile note inégale, malgré la lignée très intercontinentale de Haendel.
Que ce soit en Allemagne ou en Angleterre, il était manifestement un maître des notes inégales, ainsi que du style d’Ouverture à la française. Il a été fortement influencé par le neveu de Georg Muffat, dont nous parlerons plus loin et cela explique, en partie, sa réception du style de jeu français. Parfois, chez lui, on trouve des mouvements qui ne semblent pas nécessairement « français », car au fil des ans, Haendel a développé un très fort style « anglais », mais qui sonnait néanmoins beaucoup plus « révélé » lorsqu'il était soumis à des notes inégales.

#### Georg Muffat
L'ensemble du corpus des pratiques stylistiques liées au modèle lulliste, dont les notes inégales étaient l'une des caractéristiques les plus significatives de l'altération rythmique, a peut-être été largement diffusé dans toute l'Allemagne et l'Autriche de la fin du XVIIe et du début du XVIIIe siècle par le compositeur autrichien Georg Muffat. Il s'est rendu à la cour lulliste pour étudier et codifier les pratiques d'exécution lullistes et l'a fait dans un avant-propos exhaustif de son Florilegium Secundum, un recueil contenant des suites orchestrales basées sur les modèles et les pratiques d'exécution de Lully, synthétisées avec les études de Muffat avec Corelli en Italie, qu'il avait auparavant présentées au public musical dans son Armonico Tributo et son Florilegium Primum.
Depuis 1698, l'impact de Muffat est connu à la suite de la publication d'un avant-propos détaillé en allemand, français, italien et latin, dans lequel il codifie explicitement plus que tout autre auteur (et source primaire de pratique d'exécution) la manière lulliste de jouer. Grâce à l'impact de son Florilegium Secundum, et ses œuvres antérieures importantes, Muffat est crédité dès Charles Burney, écrivain et critique musical du XVIIIe siècle, de l'introduction de l'« ouverture française » dans le reste de l'Europe. Mais Muffat peut encore plus être crédité d'avoir « créé » le style allemand — comme une synthèse remarquable et unique des styles italien et français en un « style nouveau, hybride, amalgamé}[réf. nécessaire] » —, en créant une texture identifiable de manière unique, qui nous est parvenue comme les prémices d'un véritable style musical allemand unique.

#### J.K.F. Fischer
Johann Caspar Ferdinand Fischer, un compositeur très influent, qui a vécu une génération avant Bach, a également adopté cette nouvelle transformation d'un style musical national autrichien/allemand. Une étude de Fischer n'entre pas dans le cadre du sujet des notes inégales, mais sa grande  Chaconne en sol majeur — dont une copie a été faite par le professeur de Purcell, John Blow, ce qui n'est sûrement pas une coïncidence — est écrite uniquement en croches paires dans la première de ses deux sections en sol majeur (ainsi que dans la conclusion du dénouement de la Chaconne). La Chaconne de Fischer ressemble beaucoup aux Chaconnes de Louis Couperin et de Nicolas Lebègue par la tonalité, la signature temporelle, la texture et l'affect, tous deux contemporains de Lully, et se prêtent parfaitement au traitement en notes inégales des croches paires notées.

##### L'influence J.S. Bach
Avec l'application des notes inégales aux croches régulièrement notées de Fischer, l'œuvre prend encore plus vie sous la forme de la danse française qu'est la Chaconne. La collection de suites de Fischer, publiée sous le titre de Musicalischer Parnassus, témoigne également de l'influence stylistique amalgamée de Muffat, et les compositions de Fischer préfigurent également la complexité de Bach. Bach connaissait les œuvres de Fischer et de nombreux thèmes de fugue du Clavier bien tempéré sont tirés de la collection antérieure de préludes et de fugues de Fischer, parfois note pour note. La suite en ré mineur la plus célèbre de Fischer - Uranie, tirée de sa collection de suites d'influence très française que l'on trouve dans la collection Musicalischer Parnassus - comporte une Allemande et une Courante qui ont besoin de notes inégales ; et avec l'application de notes inégales, la forte main artistique de Fischer en matière de composition devient encore plus évidente.

### Bach
Il est certain que cette nouvelle transformation complexe et l'amalgame du style italien avec le nouveau style lulliste/français « à la mode » sont évidents dans les textures complexes de l'« Ouverture française » que l'on retrouve dans toutes les œuvres de Bach. Elles ont explicitement formé les modèles des propres Suites orchestrales de Bach et les Ouverture nach Französischer Art, BWV 831, que Bach a couplées avec son Concerto italien, montrent une profonde intensification de la texture par rapport à la musique autrichienne et allemande antérieure.
Dans les textures de Bach, les croches du compositeur français, qui étaient qualifiées de notes inégales, deviennent les doubles croches de Bach. Mais en même temps, d'autres rythmes étaient « aiguisés » et certains types de figures de doubles croches à trois notes étaient souvent « comprimés en trois figures de doubles croches relevées »[réf. nécessaire]. Et les croches rythmées sont devenues des doubles croches rythmées (toutes les croches qui seraient écrites de façon régulière sont écrites en notes inégales longues et courtes). La texture de Bach était beaucoup plus complexe que celle de Lully et de Muffat. Par conséquent, il existait une ambiguïté quant aux notes pouvant être interprétées en notes inégales.
Dans une copie manuscrite de Johann Preller, l'un de ses élèves, cette même Ouverture nach Französischer Art, les trois notes de 32e ne sont pas encore notées comme à l'impression ultérieure. La texture est pleine de doubles croches qui portent des ornements ajoutés à tous les endroits par Preller, qui suggèrent des notes inégales de la variété longue et courte. La plupart des trilles et mordants de la main de Preller, sont sur la première et la troisième note de chaque groupe de quatre doubles croches — les notes qui, si elles étaient soumises aux notes inégales longues et courtes standard, deviendraient plus longues d'un point — et auraient plus de temps pour un ornement ; en effet, les ornements qui se produisent sur la troisième double-croche rendraient les groupes de trois notes non ancrées impossibles à aiguiser rythmiquement en notes de 32 paires, c'est-à-dire « in stile francese » ; ou comme le décrit Burney, les groupes de figures rapides et courtes qui définissent la texture de l’Ouverture française.
Cependant, en préparant ultérieurement l'œuvre pour la publication, Bach s'est rendu compte que sa texture complexe avait été mal comprise et qu'en fait, la plupart des doubles croches devaient être jouées non pas en notes inégales, mais dans le « style ouverture », où les groupes de trois doubles croches « non ancrées » (ce qui signifie que la première de chaque groupe de quatre doubles croches était soit liée, soit un silence) les trois doubles croches suivantes pouvaient être dites « non ancrées ». Ces doubles croches sont comprimées pour devenir des figures rythmiques de 32 notes pendant la majeure partie de la section Ouverture du mouvement. Cependant, à la 13e mesure, il y a un passage avec des doubles croches ancrées qui sont en fait éligibles pour des notes inégales longues et courtes et Bach les laisse faire. Un interprète peut appliquer les notes inégales aux doubles croches de ce passage de manière efficace. Encore une fois, conformément au modèle lulliste, dans le reste de l'ouverture, il n'y a pas de croches écrites de façon régulière ; elles doivent toutes être écrites en notes inégales à l'instar du Contrapunctus 2 de Die Kunst der Fuge, sous forme de croches et de doubles croches pointées. Lors de l'exécution, il est probable que les notes inégales seront encore plus pointues, la note longue des paires longues/courtes devenant plus longue, de sorte que la note courte du temps fort puisse s'insérer dans le dernier des groupes de notes de 32e temps ; tout cela est conforme à la flexibilité des notes inégales, ainsi qu'au concept d'« assimilation du temps fort », autre héritage du in stile francese. D'une certaine manière, pour le compositeur/interprète des XVIIe et XVIIIe siècles, les notes inégales étaient une conséquence interdépendante du « style ouverture », ou in stile francese.
D'autres mouvements de Bach à la texture d'ouverture, où les doubles croches peuvent être jouées en notes inégales longues et courtes, sont la Fugue en ré majeur, WTC I ; la Gigue dans la Suite française en ré mineur ; la fugue en ré mineur de WTC II où les doubles croches peuvent être jouées en longues notes inégales contre la texture générale en triolets (un peu comme la fugue de la Kunst der Fuge dans les arrangements pour clavier, et les doubles croches de l'Ouverture de la Partita en ré majeur, dans la section lente de l'Ouverture).
En dehors de la littérature pour clavier, dans les suites pour violoncelle et luth, la suite en do mineur a deux versions et la suite s'ouvre sur un Prélude qui est in stile francese. La première version ressemble à la première version de l'Ouverture ; principalement des doubles croches qui pourraient être admissibles au titre de notes inégales. Cependant, Bach réécrit la version ultérieure en clarifiant les doubles croches écrites de façon égale et non ancrées, en les soumettant à une altération rythmique de type « ouverture » où les trois groupes de doubles croches non ancrées sont assimilés à des groupes de trois temps de 32 paires, sur une texture qui est principalement remplie de longues et courtes paires de croches et de doubles croches pointées.

### Georg Muffat
Dans le premier ouvrage du Florilegium Secundum, Fasciculus I. - Nobilis Juventus. 1. Ouverture, Georg Muffat écrit une Ouverture in stile Francese, dans laquelle il écrit les notes inégales dans la partie supérieure, le Violino, dans une réalisation d'interprétation approximative où les paires longues et courtes sont explicitement notées en paires de croches/sextuples notes pointées comme la pratique d'interprétation stylistiquement correcte des notes inégales longues et courtes. Dans la partie de Violetta qui suit immédiatement, Muffat écrit la partie en notation conventionnelle, non réalisée. On peut le voir lorsque des croches en escalier sont introduites à la mesure 12. Dans le Violino, elles sont réalisées en paires explicitement longues et courtes ; dans la Violetta, elles sont encore « codées » comme elles apparaîtraient traditionnellement sous la forme de croches notées régulièrement ; le compositeur s'attend clairement à ce que l'interprète les exécute en notes inégales longues et courtes.
La pratique consistant à écrire une explication, souvent en premier lieu, se retrouve dans le Premier Ordre de François Couperin, où il écrit des échantillons des types d'embellissements qu'il s'attend à ce que l'interprète ajoute lors de la répétition. Il écrit également les notes inégales, longues et courtes, entièrement « réalisées » sur le plan rythmique. Couperin fait de même dans la Courante et la Gavotte, attendant de l'interprète qu'il prenne les divers embellissements, altérations rythmiques et ornements, et les applique « le bon goût » tout au long de son œuvre. Cette pratique de donner une explicatio a également été suivie par J.S. Bach dans la Sarabande de ses Suites françaises en ré mineur, BWV 812, et de même, dans la Sarabande de sa Suite anglaise en sol mineur, BWV 808. Il est clair qu'il y a eu un précédent de la part des compositeurs pour donner des modèles pour l'étude et la réalisation correctes des questions de pratique d'exécution dans les œuvres elles-mêmes, souvent dans le contexte d'une tradition orale où il n'y avait pas besoin d'écrire un traité.
Muffat, en publiant son Florilegium avec des préfaces multilingues, avait clairement l'intention que son œuvre soit largement publiée (ce qui fut le cas), et comme il n'y aurait pas de possibilité pour la tradition orale de transmettre les pratiques d'exécution, il décida que pour que la musique soit jouée correctement, il codifierait les pratiques lullistes ; avec des exemples musicaux de la façon d'exécuter les ornements, interpréter les diverses altérations rythmiques, y compris les notes inégales, ainsi que les instructions de tempo et d'archet, et quand et où appliquer les notes inégales et toute la variété des embellissements et ornementations lullistes, en particulier lorsqu'il n'y a pas d'indication évidente. Sa codification extrêmement détaillée des notes inégales et des pratiques d'exécution lullistes, en combinaison pratique avec ses suites, et incluant une explication plus poussée par des solutions explicites à demi codées/à demi écrites pour démontrer l'application correcte et appropriée des notes inégales dans la première suite du Florilegium Secundum, permettrait de faire comprendre clairement la procédure d'altération rythmique des notes inégales à un vaste cercle musical dépassant son cadre personnel et celui de son cercle musical, qui comprenait le monde de son collègue Heinrich Biber à Salzbourg, en Autriche, au XVIIe siècle.

### Henry Purcell
En Angleterre, le style Francese a été délibérément introduit au XVIIe siècle par ordre du roi, qui a envoyé un jeune choriste et compositeur exceptionnellement talentueux de 14 ans, le jeune Henry Purcell, à la cour lulliste pour étudier et maîtriser le style de Lully et l'orchestre lulliste Chapel Royal qui était devenu célèbre dans toute l'Europe, après quoi Purcell devait retourner en Angleterre pour former une version anglaise du Chapel Royal. La musique orchestrale et la musique pour clavier de Purcell sont, comme la synthèse du style italien et français de Muffat, une synthèse du style anglais et français en un style anglais beaucoup plus complexe où l'application des notes inégales à la musique de Purcell et de ses contemporains est essentielle pour une exécution correcte de la musique. Les différentes versions de nombreux mouvements des suites, dont les notes inégales ne sont pas écrites, sont explicitement écrites dans certaines versions MS et complètement codées dans d'autres, sont également d'une grande importance pour Purcell et ses contemporains (in explicio).

En ce qui concerne la version « courte-longue, snapped » des notes inégales, cette caractéristique rythmique et stylistique — le snap lombard — est devenue un cliché stylistique reconnaissable dans la musique de Purcell et de ses contemporains. La paire snappée est souvent en escalier[C'est-à-dire ?], mais on la trouve presque aussi souvent dans des textures plus lentes, dans des paires de notes « snappées » vers le bas, dont la deuxième note, la note de destination plus longue, forme avec la première note des notes inégales une quarte diminuée à un ton principal (surtout dans les tonalités mineures), mais on la trouve souvent utilisée dans divers intervalles non en escalier, apparemment en désaccord avec les « règles générales » des notes inégales ; néanmoins, cet usage est omniprésent dans la musique de Purcell et de ses contemporains de la période de la Restauration en Angleterre. 

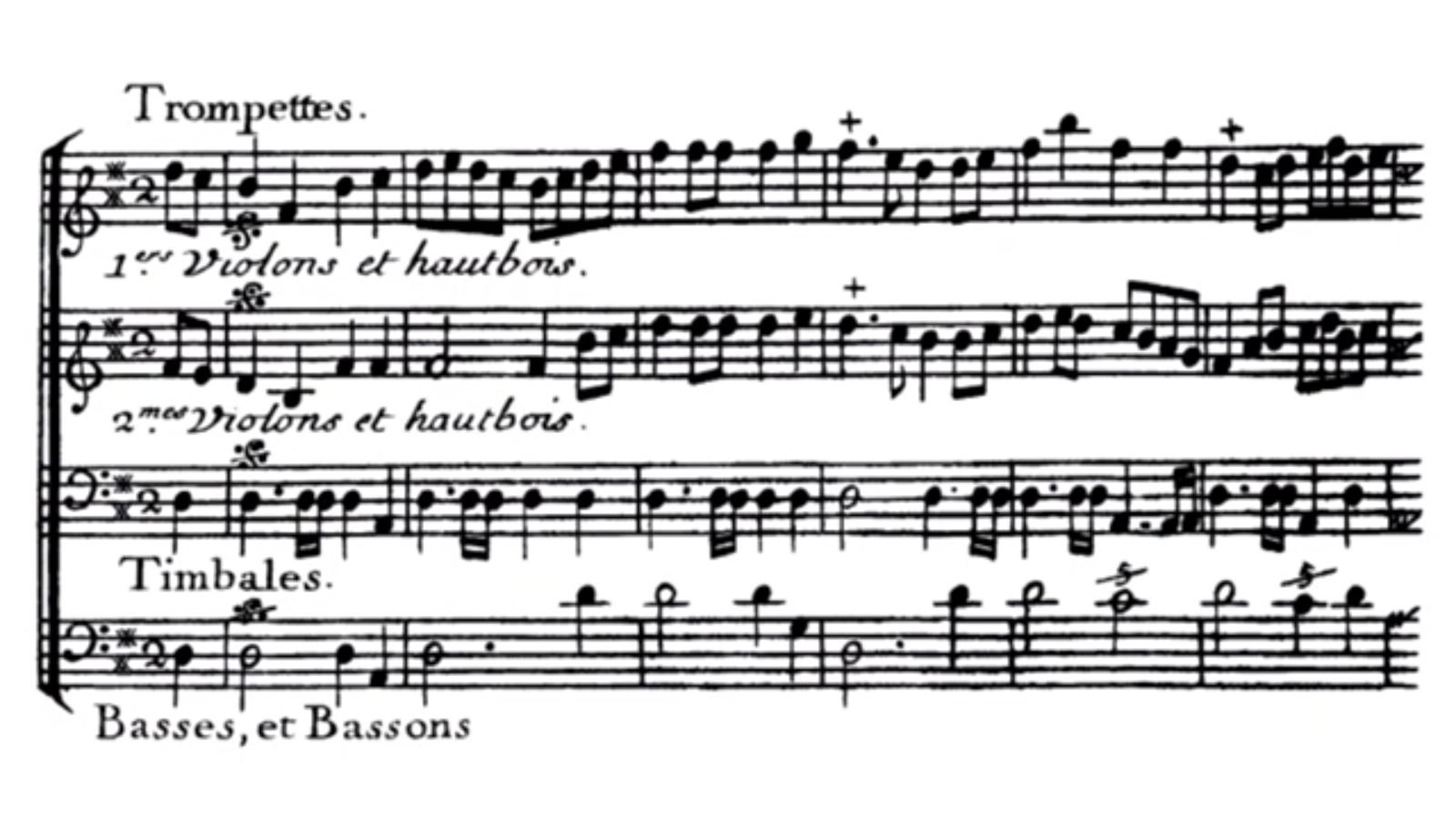
Jean-Joseph Mouret, Fanfare, extr. Fanfares avec une suitte de Simphonies (1729).

L'un des exemples les plus célèbres de notes inégales, qui a été mal joué pendant de nombreuses années, se trouve dans le Trumpet tune de la série télévisée Masterpiece Theatre des années 1970. Ce célèbre air de trompette, attribuée à tort à Jeremiah Clarke, est en fait une œuvre française, Fanfare-Rondeau (en) pour cuivres de Jean-Joseph Mouret composé en 1729 pour le Concert Spirituel dont il est le directeur et extrait de la première des Fanfares avec une suitte de Simphonies. On l'entend souvent jouée en croches paires, mais son interprétation correcte serait presque certainement que toutes ses croches régulièrement notées seraient exécutées en notes inégales longues et courtes !

### L'Angleterre à l'époque classique
Roger North interdit de placer des triolets contre des duolets ; et la conclusion doit être que soit le triolet doit être assimilé au duolet, soit le duolet doit être assimilé au triolet, en soumettant le duolet à une forme de notes inégales. L'un des phénomènes évoqués plus haut est l'adoption en Angleterre des notes inégales, notamment par Purcell et ses contemporains. Dans la musique anglaise à l'époque de Purcell, ainsi que juste avant et après, les notes inégales étaient souvent appliquées dans des œuvres à modalité française, comme les courants, et d'autres mouvements de danse « française » où les notes inégales ne sont pas écrites. La décision doit être prise au cas par cas.
Cependant, l'une des formes des notes inégales, le « snap Lombardique ou écossais », est devenue très populaire dans la musique anglaise après l'ère élisabéthaine, et cette prédilection s'est poursuivie tout au long de l'ère baroque et de l'ère classique. Il est généralement écrit, mais pas toujours. Les notes inégales, ou « scotch snap », courtes et longues, peuvent être utilisées à la fin de certaines phrases, généralement dans une texture à base de triolets, et par exemple dans un menuet comportant des triolets, où souvent, aux points de cadence, les triolets tombent et où le fait de jouer les croches régulièrement notées semble inviter à une altération rythmique courte et longue. On peut également trouver ce type de mouvement dans la musique de transition comme celle que l'on trouve dans Musicks Hand-maid (1678) (édité par John Playford), ainsi que chez des compositeurs typiquement anglais comme Thomas Augustine Arne dans ses sonates pour clavier. Arne, en particulier, a écrit de nombreux mouvements de variation qui commençaient parfois par des duolets, mais qui utilisaient parfois beaucoup de triolets, et souvent, dans les transitions, on trouve même des notes qui, lorsqu'elles mènent à une section de triolets, appliquent des notes inégales longues et courtes (ou même parfois courtes et longues) qui s'avèrent très efficaces. Cela se produit également souvent dans la musique galante, Empfindsamkeit et classique de J. S. Bach, Haydn et de leurs contemporains.

## Théorie alternative de l'Entasis
Un point de vue alternatif est que cette idée de notes inégales comme des battements inégaux avec une quantité fixe parfaitement régulière de swing comme dans le jazz est complètement fausse. L'idée pourrait plutôt avoir été d'installer un sentiment de surprise musicale et d'imprévisibilité chez l'auditeur, un sentiment que chaque note est nouvelle. Cette interprétation alternative découle d'une compréhension détaillée et d'une familiarité avec d'autres concepts qui auraient été bien connus des musiciens de l'époque.
Les preuves contraires fournies par les horloges mécaniques ne sont pas très convaincantes une fois que l'on dispose de cette autre interprétation, car les horloges musicales, de par leur nature, sont bien sûr mécaniques. Il pourrait simplement s'agir d'une limitation des artisans dans leur capacité à reproduire la fluidité des rythmes des musiciens de l'époque dans une horloge.

« 2. La technique inégale ou Entasis.
Entasis est un terme grec ancien qui signifie mise en tension. Un discours prononcé d'une manière métriquement parfaite a le pouvoir d'amener le cerveau de l'auditeur à s'éteindre et à cesser de traiter le sens de ce qui est dit… tout cela en quelques secondes après avoir entendu un tel discours. Le cerveau humain a besoin d'une irrégularité constante ou stable pour rester alerte et attentif. La régularité élimine le sentiment d'inconfort que crée souvent le chaos, l'erratique et l'irrégulier. L'équilibre en tension entre le sentiment de prévisibilité, que procure la constance (stabilité), et le sentiment d'anticipation, que crée l'irrégularité et l'imprévisibilité, est un état d'entasis. (Le contraire de l'entasis est la stase ou le statisme). Dans le langage humain normal, l'entasis est provoquée par le flux de la pensée, et ce flux est à la fois irrégulier et constant. Il doit en être de même en musique.
Les Français, aux 17e siècle et 18e siècle, ont compris l'importance de l'entasis ; les musiciens qui ont écrit sur l'inégal faisaient probablement référence à ce concept. Le mot signifie en fait rugueux, irrégulier, inégal, mais l'interprétation conventionnelle du mot trahit le sens réel en le forçant à se conformer à la mode actuelle de la métrique parfaite dans la pratique d'exécution de la musique ancienne. Cette interprétation suggère qu'inégal signifie « boiterie » parfaitement régulière. Si les auteurs français avaient voulu dire cela, ils auraient pu utiliser le terme de boiterie ou la phrase égal-inégal.
[…]
L'exactitude métrique dans l'exécution musicale garantit également que la plupart des musiques sont seulement entendues mais pas écoutées. C'est l'incarnation de la servilité en musique, c'est-à-dire que la musique est l'esclave du rythme alors qu'elle devrait en être le maître, exactement le contraire de ce que C. P. E. Bach suggérait lorsqu'il écrivait qu'il fallait « s'efforcer d'éviter tout ce qui est mécanique et servile. Jouez avec votre âme, pas comme un oiseau dressé ».
Cette technique est particulièrement difficile à appliquer, car les musiciens d'aujourd'hui sont formés de manière si rigide à la régularité métrique. Pourtant, comme les battements du cœur, le pouls musical doit fluctuer en fonction du contenu émotionnel de la musique. Comme les accents naturels de la parole, les accents musicaux doivent changer en fonction du sens exprimé. Pour se sentir parfaite, la musique doit être métriquement imparfaite… »

— Marianne Ploger et Keith Hill, Craft of Musical Communication, 2005.

## Aujourd'hui

### Jazz
Une pratique similaire aux notes inégales se produit du XXe siècle à nos jours, dans le jazz, bien que le terme swung note (en) soit préféré par les musiciens et auditeurs de jazz. En effet, il est si universellement compris qu'un flux de croches doit être rendu de manière inégale que l'expression « croches égales » est explicitement utilisée chaque fois qu'un arrangeur de jazz souhaite qu'un interprète joue des croches de manière égale[Information douteuse]. En outre, dans la pratique du jazz, il est courant que les notes diffèrent non seulement en durée mais aussi en intensité. Les croches écrites sur le temps sont généralement lues comme une paire de triples croches liées ensemble, tandis que les notes écrites sur les temps morts sont jouées comme des triples croches simples[pas clair]. Par conséquent, la grille rythmique sous-jacente de la plupart des musiques de jazz est un motif de triolets de croches[Information douteuse]. La plupart des musiciens ne font pas les calculs nécessaires pour jouer les notes, mais ressentent simplement une subdivision irrégulière. [C'est-à-dire ?].
La similitude avec la règle de la France du XVIIe siècle est frappante, dans la mesure où le jazz est organisé en couches rythmiques, avec des changements d'accords souvent au niveau de la mesure ou de la demi-marge, suivis d'un battement en quart de note, et d'un niveau en croche dans lequel les notes sont jouées librement, et presque toujours de manière inégale. Certains chercheurs[Qui ?] ont émis l'hypothèse d'un lien avec l'influence de la musique française de la Nouvelle-Orléans sur les premiers styles de jazz.

### Sacred Harp
Les chanteurs traditionnels de la Sacred Harp chantent souvent au rythme des notes inégales, s'écartant ainsi des notes imprimées.

### Ouvrages
- (en) Archibald Davison et Willi Apel, Harvard Anthology of Music, Cambridge, Massachusetts, Harvard University Press, 1949 (ISBN 0-674-39300-7).
- (en) Don Randel (dir.), The New Harvard Dictionary of Music, Cambridge, Massachusetts, Harvard University Press, 1986 (ISBN 0-674-61525-5).
- (en) Manfred Bukofzer, Music in the Baroque Era, New York, W.W. Norton & Co., 1947 (0-393-09745-5).
  - Manfred Bukofzer (trad. de l'anglais par Claude Chauvel, Dennis Collins, Frank Langlois et Nicole Wild), La musique baroque : 1600-1750 de Monteverdi à Bach [« Music in the baroque era »], Paris, Éditions Jean-Claude Lattès, coll. « Musiques et musiciens », 1988 (1re éd. 1947), 485 p. (OCLC 19357552, BNF 35009151)
- (en) Anthony Newman, Bach and The Baroque, New York, Pendragon Press, 1985 (ISBN 0945193769).

### Articles
- Eugène Borrel, « Les notes inégales dans l'ancienne musique francaise », Revue de Musicologie, vol. 12, no 40,‎ novembre 1931, p. 278-289 (JSTOR 925651)
- Jacques Chailley, « À Propos des Notes Inégales », Revue de musicologie, Société française de musicologie, t. 45, no 121,‎ juillet 1960, p. 89-91 (JSTOR 927274)
- (en) Kenneth Cooper, Julius Zsako et Georg Muffat, « Georg Muffat's Observations on the Lully Style of Performance », The Musical Quarterly, Oxford University Press, vol. 53, no 2,‎ avril 1967, p. 220–245 (JSTOR 741202).
- (en) Frederick Neumann, « The Notes inégales Revisited », The Journal of Musicology, University of California Press, vol. 6, no 2,‎ printemps 1988, p. 137-149 (JSTOR 763711).
- (en) Anthony Newman, « Inequality (Inégales): A New Point of View », The Musical Quarterly, Oxford University Press, vol. 76, no 2,‎ été 1992, p. 169-183 (JSTOR 742310)
- (en) John Byrt, « Elements of Rhythmic Inequality in the Arias of Alessandro Scarlatti and Handel », Early Music, Oxford University Press, vol. 35, no 4,‎ novembre 2007, p. 609-627 (JSTOR 30139523).

### Encyclopédies et dictionnaires
- Jacques Viret, « Notes inégales », dans Marc Honegger, Dictionnaire de la musique : technique, formes, instruments, Éditions Bordas, coll. « Science de la Musique », 1976, 1109 p., Tome I & II (OCLC 3033496), p. 675.
- Philippe Lescat, « inégalité » dans Marcelle Benoit (dir.), Dictionnaire de la musique en France aux XVIIe et XVIIIe siècles, Paris, Fayard, 1992, xvi-811 (ISBN 978-2213028248, OCLC 409538325, BNF 36660742), p. 355.
- (en) Stephen E. Hefling, « Dotted rhythms  », dans Grove Music Online, Oxford University Press, 2001.
- (en) David Fuller, « Notes inégales  », dans Grove Music Online, Oxford University Press, 2001.